# Mattia Zaccagni
Mattia Zaccagni (Cesena, 16 giugno 1995) è un calciatore italiano, centrocampista o attaccante della Lazio, di cui è capitano, e della nazionale italiana.

## Biografia
Il 20 giugno 2023 si sposa a Roma con l’influencer napoletana Chiara Nasti. La coppia ha due figli: Thiago, nato il 16 novembre 2022, e Dea, nata il 24 luglio 2024.

## Caratteristiche tecniche
Di ruolo trequartista o ala, in passato ha ricoperto anche il ruolo di seconda punta e di terzino.
Dotato di buona tecnica e visione di gioco, è un centrocampista offensivo che fa del dribbling e del cross i suoi punti di forza. Dinamico, si distingue sia per l'aiuto che fornisce in fase difensiva che per l'ordine con cui gioca e per le scelte che compie in campo, cercando frequentemente il passaggio più corretto anziché quello più difficile. Forte negli inserimenti e nei movimenti senza palla, è abile nell'impostazione della manovra.

## Carriera

### Club

#### Gli inizi
Cresciuto calcisticamente nel settore giovanile del Bellaria Igea Marina, nella stagione 2012-2013 fa il suo debutto in prima squadra tra i professionisti raccogliendo qualche gettone nel campionato di Seconda Divisione.
Fa il suo esordio, sotto la guida dell'allenatore Alfonso Pepe, il 9 dicembre 2012 all'età di 17 anni nella partita vinta in trasferta 2-1 contro il Forlì sostituendo a pochi minuti dalla fine della partita Francesco Nicastro. Il ruolo che gli venne affidato (e che poi generalmente mantiene per il resto della stagione) fu quello di trequartista.
Nel 2013, nella seconda parte di stagione, il subentrato allenatore Marco Osio lo fa esordire per la prima volta da titolare. Al contrario delle precedenti volte, l'allenatore stavolta gli preferisce il ruolo insolito di regista nel 4-3-3.

#### Verona, prestiti a Venezia e Cittadella
Nell'estate 2013 passa in prestito al Verona, dove viene inserito nelle giovanili e poi tuttavia riscattato dal club scaligero. Nell'estate 2014 viene girato in prestito annuale al Venezia, squadra di Lega Pro, dove il 10 settembre seguente fa il suo esordio nella partita giocata in casa contro il Südtirol; trova subito un posto da titolare e disputa un buon campionato. Tornato dal prestito al Venezia, resta aggregato alla prima squadra del Verona e dopo poche giornate di campionato viene convocato per la prima volta in assoluto dal tecnico Andrea Mandorlini: fa il suo esordio in Serie A il 23 settembre sostituendo Sala al 75º nella partita giocata a Milano contro l'Inter.
Il 26 gennaio 2016, durante il mercato invernale, passa per sei mesi in prestito al Cittadella, contribuendo al ritorno in B della squadra veneta dopo un solo anno in Serie C.

#### Ritorno al Verona
Nell'estate seguente torna al Verona, neoretrocesso in Serie B. Il 15 ottobre 2016 segna la sua prima rete con il club veronese nella vittoria per 4-1 sul campo dell'Ascoli. Il 5 marzo va di nuovo a segno decidendo la trasferta di Brescia vinta per 1-0. Conquista con la società gialloblù a fine annata la promozione nella massima serie.
La sua seconda avventura in massima serie non è fortunata, in quanto a novembre subisce un infortunio al tendine rotuleo del ginocchio sinistro che lo costringe a concludere anzitempo la stagione, terminata con la retrocessione degli scaligeri.
L'anno successivo si afferma come titolare di centrocampo, segnando anche 3 reti in stagione. Durante i play-off gli viene riscontrata una lesione dopo la gara vinta 4-1 contro il Perugia, torna a disposizione nel ritorno della finale col Cittadella, in cui segna il goal dell'1-0 dando il via alla rimonta dei gialloblù, che vincono 3-0 ribaltando la sconfitta per 2-0 dell'andata e tornano in Serie A.
In massime serie trova spazio fornendo buone prestazioni e il 12 gennaio 2020 mette a segno il suo primo gol nel massimo campionato italiano con il quale regala al Verona la vittoria per 2-1 nel confronto interno contro il Genoa. Termina la stagione con 2 gol realizzati (l'altro nel successo per 3-2 contro il Parma del 1º luglio 2020), fornendo nel complesso un rendimento positivo.
L'anno successivo migliora ulteriormente il proprio rendimento, rendendosi più protagonista in fase realizzativa; il 3 gennaio 2021 è decisiva una sua rete in rovesciata nella partita vinta per 1-0 in trasferta contro lo Spezia. Conclude la stagione con 5 reti (tra cui quelle nei successi contro Atalanta e Napoli).
Nella stagione 2021-2022, cambia numero di maglia passando dal 20 al 10. Alla prima giornata segna una doppietta (la prima per lui in massima serie) nella sconfitta per 2-3 contro il Sassuolo; gioca anche la successiva sfida persa 1-3 contro l'Inter, che è stata l'ultima per lui con i veneti.

#### Lazio
Il 31 agosto 2021 viene ceduto alla Lazio con la formula del prestito con obbligo di riscatto per 7 milioni di euro più 2 di bonus. L'esordio con la maglia biancoceleste, allenata da Maurizio Sarri, arriva alla terza giornata di campionato, subentrando al posto di Felipe Anderson nella gara persa 2-0 contro il Milan. Il 16 settembre successivo arriva per lui l'esordio nelle competizioni europee, nella gara giocata da titolare a Istanbul contro i turchi del Galatasaray. Il 12 dicembre segna la sua prima rete con i biancocelesti, portando momentaneamente la Lazio in vantaggio in casa del Sassuolo, partita poi persa per 2-1. Si ripete nella giornata dopo, il 17 dicembre 2021, andando a segno nella vittoria casalinga per 3-1 contro il Genoa. Il 12 febbraio 2022 segna la sua prima doppietta in maglia laziale, nel successo casalingo per 3-0 sul Bologna. Il 17 febbraio 2022 segna con un colpo di tacco, il suo primo gol nelle coppe europee, contro il Porto in Europa League.
All'inizio della stagione 2024-2025, la sua quarta in biancoceleste, l'allenatore Marco Baroni lo nomina capitano della squadra, a seguito della partenza del capitano uscente Ciro Immobile.

### Nazionale
L'8 novembre 2020 viene convocato per la prima volta in nazionale dal commissario tecnico Roberto Mancini, in vista delle partite contro Estonia e Polonia nelle quali non viene impiegato. Esordisce con gli Azzurri il 29 marzo 2022, a 26 anni, entrando al posto di Nicolò Zaniolo all'inizio del secondo tempo dell'amichevole Turchia-Italia (2-3) disputata a Konya.
Il 23 maggio 2024 viene inserito dal C.T. Luciano Spalletti nella lista dei 30 pre-convocati per il campionato d'Europa 2024, venendo poi confermato nella spedizione azzurra. Il 24 giugno, durante l'ultima partita della fase a gironi contro la Croazia, realizza il suo primo gol in nazionale, segnando al 98º minuto la rete dell'1-1 finale, che consente agli Azzurri di accedere agli ottavi classificandosi secondi nel Gruppo B. Scende in campo anche nella successiva gara degli ottavi di finale, nella quale l'Italia viene eliminata dalla Svizzera.

## Statistiche

### Presenze e reti nei club
Statistiche aggiornate al 25 maggio 2025.
| Stagione        | Squadra         | Campionato      | Campionato | Campionato | Coppe nazionali | Coppe nazionali | Coppe nazionali | Coppe continentali | Coppe continentali | Coppe continentali | Altre coppe | Altre coppe | Altre coppe | Totale | Totale |
| Stagione        | Squadra         | Comp            | Pres       | Reti       | Comp            | Pres            | Reti            | Comp               | Pres               | Reti               | Comp        | Pres        | Reti        | Pres   | Reti   |
| --------------- | --------------- | --------------- | ---------- | ---------- | --------------- | --------------- | --------------- | ------------------ | ------------------ | ------------------ | ----------- | ----------- | ----------- | ------ | ------ |
| 2012-2013       | Bellaria        | 2D              | 6          | 0          | CI-LP           | 2               | 0               | -                  | -                  | -                  | -           | -           | -           | 8      | 0      |
| 2013-2014       | Verona          | A               | 0          | 0          | CI              | 0               | 0               | -                  | -                  | -                  | -           | -           | -           | 0      | 0      |
| 2014-2015       | Venezia         | LP              | 33         | 1          | CI+CI-LP        | 2+1             | 0               | -                  | -                  | -                  | -           | -           | -           | 36     | 1      |
| 2015-gen. 2016  | Verona          | A               | 3          | 0          | CI              | 1               | 0               | -                  | -                  | -                  | -           | -           | -           | 4      | 0      |
| gen.-giu. 2016  | Cittadella      | LP              | 12         | 0          | CI-LP           | 0               | 0               | -                  | -                  | -                  | SLP         | 2           | 1           | 14     | 1      |
| 2016-2017       | Verona          | B               | 26         | 2          | CI              | 1               | 0               | -                  | -                  | -                  | -           | -           | -           | 27     | 2      |
| 2017-2018       | Verona          | A               | 6          | 0          | CI              | 1               | 0               | -                  | -                  | -                  | -           | -           | -           | 7      | 0      |
| 2018-2019       | Verona          | B               | 29+2       | 3+1        | CI              | 2               | 0               | -                  | -                  | -                  | -           | -           | -           | 33     | 4      |
| 2019-2020       | Verona          | A               | 34         | 2          | CI              | 1               | 0               | -                  | -                  | -                  | -           | -           | -           | 35     | 2      |
| 2020-2021       | Verona          | A               | 36         | 5          | CI              | 1               | 0               | -                  | -                  | -                  | -           | -           | -           | 37     | 5      |
| ago. 2021       | Verona          | A               | 2          | 2          | CI              | 1               | 0               | -                  | -                  | -                  | -           | -           | -           | 3      | 2      |
| Totale Verona   | Totale Verona   | Totale Verona   | 136+2      | 14+1       |                 | 8               | 0               |                    | -                  | -                  |             | -           | -           | 146    | 15     |
| ago. 2021-2022  | Lazio           | A               | 29         | 4          | CI              | 2               | 0               | UEL                | 5                  | 1                  | -           | -           | -           | 36     | 5      |
| 2022-2023       | Lazio           | A               | 35         | 10         | CI              | 2               | 0               | UEL+UECL           | 5+3                | 0                  | -           | -           | -           | 45     | 10     |
| 2023-2024       | Lazio           | A               | 28         | 6          | CI              | 2               | 1               | UCL                | 6                  | 0                  | SI          | 0           | 0           | 36     | 7      |
| 2024-2025       | Lazio           | A               | 34         | 8          | CI              | 2               | 0               | UEL                | 10                 | 2                  | -           | -           | -           | 46     | 10     |
| Totale Lazio    | Totale Lazio    | Totale Lazio    | 126        | 28         |                 | 8               | 1               |                    | 29                 | 3                  |             | 0           | 0           | 163    | 32     |
| Totale carriera | Totale carriera | Totale carriera | 315        | 44         |                 | 21              | 1               |                    | 29                 | 3                  |             | 2           | 1           | 367    | 49     |

### Cronologia presenze e reti in nazionale
| Cronologia completa delle presenze e delle reti in nazionale ― Italia | Cronologia completa delle presenze e delle reti in nazionale ― Italia | Cronologia completa delle presenze e delle reti in nazionale ― Italia | Cronologia completa delle presenze e delle reti in nazionale ― Italia | Cronologia completa delle presenze e delle reti in nazionale ― Italia | Cronologia completa delle presenze e delle reti in nazionale ― Italia | Cronologia completa delle presenze e delle reti in nazionale ― Italia | Cronologia completa delle presenze e delle reti in nazionale ― Italia |
| Data                                                                  | Città                                                                 | In casa                                                               | Risultato                                                             | Ospiti                                                                | Competizione                                                          | Reti                                                                  | Note                                                                  |
| --------------------------------------------------------------------- | --------------------------------------------------------------------- | --------------------------------------------------------------------- | --------------------------------------------------------------------- | --------------------------------------------------------------------- | --------------------------------------------------------------------- | --------------------------------------------------------------------- | --------------------------------------------------------------------- |
| 29-3-2022                                                             | Konya                                                                 | Turchia                                                               | 2 – 3                                                                 | Italia                                                                | Amichevole                                                            | -                                                                     | 46’                                                                   |
| 9-9-2023                                                              | Skopje                                                                | Macedonia del Nord                                                    | 1 – 1                                                                 | Italia                                                                | Qual. Euro 2024                                                       | -                                                                     | 82’                                                                   |
| 12-9-2023                                                             | Milano                                                                | Italia                                                                | 2 – 1                                                                 | Ucraina                                                               | Qual. Euro 2024                                                       | -                                                                     | 58’                                                                   |
| 21-3-2024                                                             | Fort Lauderdale                                                       | Venezuela                                                             | 1 – 2                                                                 | Italia                                                                | Amichevole                                                            | -                                                                     | 65’                                                                   |
| 4-6-2024                                                              | Bologna                                                               | Italia                                                                | 0 – 0                                                                 | Turchia                                                               | Amichevole                                                            | -                                                                     | 46’                                                                   |
| 20-6-2024                                                             | Gelsenkirchen                                                         | Spagna                                                                | 1 – 0                                                                 | Italia                                                                | Euro 2024 - 1º turno                                                  | -                                                                     | 64’                                                                   |
| 24-6-2024                                                             | Lipsia                                                                | Croazia                                                               | 1 – 1                                                                 | Italia                                                                | Euro 2024 - 1º turno                                                  | 1                                                                     | 81’                                                                   |
| 29-6-2024                                                             | Berlino                                                               | Svizzera                                                              | 2 – 0                                                                 | Italia                                                                | Euro 2024 - Ottavi di finale                                          | -                                                                     | 46’                                                                   |
| 9-9-2024                                                              | Budapest                                                              | Israele                                                               | 1 – 2                                                                 | Italia                                                                | UEFA Nations League 2024-2025 - 1º turno                              | -                                                                     | 86’                                                                   |
| 23-3-2025                                                             | Dortmund                                                              | Germania                                                              | 3 – 3                                                                 | Italia                                                                | UEFA Nations League 2024-2025 - Quarti di finale                      | -                                                                     | 85’                                                                   |
| Totale                                                                |                                                                       | Presenze                                                              | 10                                                                    |                                                                       | Reti                                                                  | 1                                                                     |                                                                       |

## Palmarès

### Club
- Campionato italiano Lega Pro: 1

Cittadella: 2015-2016 (girone A)

### Individuale
- Gran Galà del calcio AIC: 1

Gol dell'anno: 2021